# Брезовица (Хрпеље-Козина)
Брезовица (словен. Brezovica, итал. Bresovizza Marenzi) је насеље на Красу у општини Хрпеље-Козина, Обално-крашка регија, Словенија.

## Географија
Брезовица се налази на јужнословеначком красу у близини Материје (која је на путу Ријека-Трст). Налази се на ивици плодног крашког поља.

## Историја
До територијалне реорганизације у Словенији била је у саставу старе општине Сежана.

## Становништво
У попису становништва из 2011. године, Брезовица је имала 89 становника.
| Број становника према пописима | Број становника према пописима | Број становника према пописима |
| ------------------------------ | ------------------------------ | ------------------------------ |
| 1991                           | 2002                           | 2011                           |
| 94                             | 86                             | 89                             |